# Blepharandra
Blepharandra é um género botânico pertencente à família Malpighiaceae.

## Espécies
- Blepharandra angustifolia (H.B.K.) W.R.Anderson
- Blepharandra cachimbensis W. R. Anderson
- Blepharandra fimbriata MacBryde
- Blepharandra heteropetala W. R. Anderson
- Blepharandra hypolceuca (Benth.) Griseb.
- Blepharandra intermedia W. R. Anderson